# واتساب
واتساب أو وتسآب (بالإنجليزية: WhatsApp) هو برنامج مجاني، وخدمة الرسائل المركزية عبر الأنظمة الأساسية وخدمة نقل الصوت عبر بروتوكول الإنترنت (VoIP) المملوكة لشركة ميتا يسمح للمستخدمين بإرسال رسائل نصية ورسائل صوتية، إجراء مكالمات صوتية ومرئية ومشاركة الصور والمستندات ومواقع المستخدمين والوسائط الأخرى. يعمل تطبيق عميل واتساب على الأجهزة المحمولة ولكن يمكن الوصول إليه أيضًا من أجهزة كمبيوتر سطح المكتب باستخدام تطبيق سطح المكتب أو صفحة واتساب ويب. تتطلب الخدمة من المستخدمين توفير رقم هاتف خلوي قياسي للتسجيل في الخدمة. في يناير 2018، أصدر واتساب للأعمال تطبيق أعمال مستقل يستهدف أصحاب الأعمال الصغيرة، يسمى واتساب للأعمال، للسماح للشركات بالتواصل مع العملاء الذين يستخدمون عميل واتساب القياسي.
طُور تطبيق العميل بواسطة شركة واتساب. في ماونتن فيو، كاليفورنيا، والتي استحوذت عليها فيسبوك في فبراير 2014 مقابل 19.3 مليار دولارًا أمريكيًا. أصبح تطبيق المراسلة الأكثر شعبية في العالم بحلول عام 2015، ولديه أكثر من 2 مليار مستخدم حول العالم اعتبارًا من فبراير 2020. لقد أصبح الوسيلة الأساسية للاتصال الإلكتروني في العديد من البلدان والمواقع، بما في ذلك أمريكا اللاتينية وشبه القارة الهندية وأجزاء كبيرة من أوروبا وأفريقيا.
تأسس واتساب في عام 2009 من قبل الأمريكي بريان أكتون والأوكراني جان كوم (الرئيس التنفيذي أيضًا)، وكلاهما من الموظفين السابقين في موقع ياهو، ويقع مقرها في سانتا كلارا بكاليفورنيا.
ويتنافس واتساب مع عدد من خدمات الرسائل الآسيوية مثل كاكاوتالك ولاين ووي تشات، وتم إرسال عشرة مليارات رسالة يومية على واتساب في 2012. كما زادت مليارين في أبريل 2012 ومليار في أكتوبر الماضي، وأعلنت واتساب على تويتر يوم 13 يونيو 2013 أن سجلاتهم اليومية الجديدة وصلت إلى 27 مليار رسالة، وقامت شركة فيسبوك بشراء واتساب في 19 فبراير من العام 2014 بمبلغ 19 مليار دولار أمريكي.
واتساب متاح لكل من آي فون وبلاك بيري وأندرويد وسمبييان وويندوز فون 7 فقط (وعلى آي باد بصورة غير رسمية)، ويتزامن مع جهات الاتصال في الهاتف، لذلك لا يحتاج المستخدم لإضافة الأسماء في سجل منفصل.

## التاريخ

### 2009–2014
تم تأسيس واتساب بواسطة بريان أكتون جان كوم، وهما موظفان سابقان في ياهو! .
في كانون الثاني (يناير) 2009، بعد شراء آيفون وإدراك إمكانيات صناعة التطبيقات على آب ستور، بدأ بريان أكتون وجان كوم بزيارة صديقكوم اليكس فيشمان في غرب سان خوسيه لمناقشة نوع جديد من تطبيقات المراسلة التي من شأنها أن تعرض «الحالات بجوار الفرد أسماء الناس». لقد أدركوا أنه من أجل المضي قدمًا في الفكرة، سيحتاجون إلى مطور آيفون. زار فيشمان موقع RentACoder.com، ووجد المطور الروسي إيغور سولوميننيكوف، وقدمه إلى كوم.
أطلق كوم على التطبيق اسم واتساب ليبدو مثل «ما الأمر». في 24 فبراير 2009، قام بتأسيس واتساب Inc. في كاليفورنيا. ومع ذلك، عندما استمرت الإصدارات القديمة من واتساب في الانهيار، فكر كوم في الاستسلام والبحث عن وظيفة جديدة. شجعه أكتون على الانتظار «بضعة أشهر أخرى».
في يونيو 2009، أطلقت شركة أبل إشعارات الدفع، مما يسمح للمستخدمين بتعرضهم للضغوط عند عدم استخدامهم لأحد التطبيقات. قام كوم بتغيير واتساب بحيث يتم إخطار كل شخص في شبكة المستخدم عند تغيير حالة المستخدم. تم إصدار واتساب 2.0 مع مكون المراسلة وزاد عدد المستخدمين النشطين فجأة إلى 250000. على الرغم من أن أكتون كان يعمل على فكرة بدء تشغيل أخرى، فقد قرر الانضمام إلى الشركة. في أكتوبر 2009، أقنع أكتون خمسة أصدقاء سابقين في ياهو! لاستثمار 250 ألف دولار في التمويل الأولي، وأصبح أكتون شريكًا مؤسسًا وحصل على حصة. انضم رسميًا إلى واتساب في 1 نوفمبر. بعد أشهر في المرحلة التجريبية، تم إطلاق التطبيق في نوفمبر 2009، حصريًا على آب ستور لجهاز آيفون. ثم استعان كوم بصديق في لوس أنجلوس، كريس بيفر، لتطوير نسخة بلاك بيري، والتي وصلت بعد شهرين. في عام 2010، كان واتساب عرضة لعروض استحواذ متعددة من جوجل والتي تم رفضها.
لتغطية تكلفة إرسال نصوص التحقق للمستخدمين، تم تغيير واتساب من خدمة مجانية إلى خدمة مدفوعة. في ديسمبر 2009، تمت إضافة القدرة على إرسال الصور إلى إصدار آي أو إس. بحلول أوائل عام 2011، كان واتساب أحد أفضل 20 تطبيقًا في متجر تطبيقات أبل في الولايات المتحدة.
في أبريل 2011، استثمرت شركة سيكويا كابيتال حوالي 8 ملايين دولار أمريكي لأكثر من 15٪ من الشركة، بعد شهور من المفاوضات مع شريك سيكويا جيم جويتز.
بحلول فبراير 2013، كان لدى واتساب حوالي 200 مليون مستخدم نشط و 50 موظفًا. استثمرت سيكويا 50 مليون دولار أخرى، وبلغت قيمة واتساب 1.5 مليار دولار. في وقت ما من عام 2013، استحوذت واتساب على شركة ناشئة في سانتا كلارا، سكايموبيس، مطوري فيتوك، وهو تطبيق مكالمات صوتية ومرئية.
في منشور مدونة في ديسمبر 2013، ادعى واتساب أن 400 مليون مستخدم نشط يستخدمون الخدمة كل شهر.

### شركة تابعة لـ فيسبوك (2014 إلى الوقت الحاضر)
في 19 فبراير 2014، بعد عام واحد فقط من جولة تمويل رأس المال الاستثماري عند 1.5 دولار تقييم مليار دولار، أعلنت شركة فيسبوك أنها اشترت واتساب مقابل 19 دولارًا أمريكيًا مليار، أكبر عملية استحواذ حتى الآن. في ذلك الوقت، كانت أكبر عملية استحواذ على شركة مدعومة من قبل شركة في التاريخ. حصلت سيكويا كابيتال على عائد تقريبي بنسبة 5000٪ على استثمارها الأولي. دفع فيسبوك، الذي نصحته شركة Allen & Co، 4 دولارات مليار دولار نقدًا، 12 دولارًا مليار سهم على فيسبوك، و (نصح بواسطة مورغان ستانلي) 3 دولارات إضافية مليار في وحدات الأسهم المقيدة الممنوحة لمؤسسي واتساب بريان أكتون وجان كوم. كان من المقرر أن يتم استحقاق أسهم الموظفين على مدى أربع سنوات بعد الإغلاق. بعد أيام من الإعلان، عانى مستخدمو واتساب من فقدان الخدمة، مما أدى إلى الغضب عبر وسائل التواصل الاجتماعي.
تسبب الاستحواذ في محاولة عدد كبير من المستخدمين و / أو الانتقال إلى خدمات الرسائل الأخرى. ادعت تيليجرام أنها استحوذت على 8 مليون مستخدم جديد، والخط، 2 مليون.
في عرض تقديمي رئيسي في المؤتمر العالمي للجوال في برشلونة في فبراير 2014، قال مارك زوكربيرج، الرئيس التنفيذي لشركة فيسبوك، إن استحواذ فيسبوك على واتساب مرتبط ارتباطًا وثيقًا برؤية إنترنت دوت أورج. قال مقال في تك كرانش هذا عن رؤية زوكربيرج:
وقال إن الفكرة تكمن في تطوير مجموعة من خدمات الإنترنت الأساسية التي ستكون مجانية للاستخدام - «911 للإنترنت». قد تكون هذه خدمة شبكات اجتماعية مثل فيسبوك أو خدمة مراسلة أو ربما بحث وأشياء أخرى مثل الطقس. إن توفير حزمة من هذه الخدمات مجانًا للمستخدمين سيعمل كمخدر بوابة من نوع ما - فالمستخدمون الذين قد يكونون قادرين على تحمل تكاليف خدمات البيانات والهواتف هذه الأيام لا يرون سبب دفعهم مقابل خدمات البيانات هذه. هذا من شأنه أن يمنحهم بعض السياق لسبب أهميتهم، وهذا سيقودهم إلى الدفع مقابل المزيد من الخدمات مثل هذه - أو هكذا يذهب الأمل.
بعد ثلاثة أيام فقط من الإعلان عن شراء فيسبوك، قال كوم إنهم يعملون على إدخال مكالمات صوتية. وقال أيضًا إنه سيتم بيع الهواتف المحمولة الجديدة في ألمانيا بعلامة واتساب التجارية وأن هدفها النهائي هو أن تكون على جميع الهواتف الذكية.
في أغسطس 2014، كان واتساب هو تطبيق المراسلة الأكثر شعبية عالميًا، مع أكثر من 600 مليون مستخدم. بحلول أوائل يناير 2015، كان لدى واتساب 700 مليون مستخدم شهريًا وأكثر من 30 مليار رسالة كل يوم. في أبريل 2015، توقعت فوربس أنه بين عامي 2012 و 2018، ستخسر صناعة الاتصالات 386 دولارًا مليار بسبب خدمات OTT مثل واتساب وSkype. في ذلك الشهر، كان لدى واتساب أكثر من 800 مليون مستخدم. بحلول سبتمبر 2015، ارتفع إلى 900 مليون؛ وبحلول فبراير 2016، مليار.
تمت إضافة المكالمات الصوتية بين حسابين إلى التطبيق في مارس وأبريل 2015.
في 30 نوفمبر 2015، قام عميل أندرويد واتساب بإنشاء روابط لخدمة رسائل أخرى، تيليجرام، غير قابلة للنقر وغير قابلة للنسخ. أكدت عدة مصادر أنه كان مقصودًا وليس خطأً، وأنه تم تنفيذه عندما تم تحديد كود مصدر أندرويد الذي يتعرف على عناوين تيليجرام يو آر إل. (ظهرت كلمة «برقية» في رمز واتساب). اعتبر البعض أنه إجراء مضاد للمنافسة، لكن واتساب لم يقدم أي تفسير.

### الأحدث (2016 إلى الوقت الحاضر)
في 18 كانون الثاني (يناير) 2016، أعلن جان كوم، المؤسس المشارك لـ واتساب، أنه لن يفرض على المستخدمين رسوم اشتراك سنوية بقيمة 1 دولار، في محاولة لإزالة العائق الذي يواجهه المستخدمون الذين ليس لديهم بطاقات ائتمان. وقال أيضًا إن التطبيق لن يعرض أي إعلانات لجهات خارجية، وأنه سيكون له ميزات جديدة مثل القدرة على التواصل مع الشركات.
بحلول يونيو 2016، أبلغت مدونة الشركة عن أكثر من 100 تم إجراء مليون مكالمة صوتية يوميًا على واتساب.
في 10 نوفمبر 2016، أطلق واتساب إصدارًا تجريبيًا من التحقق من خطوتين لمستخدمي آندرويد، مما سمح لهم باستخدام عناوين بريدهم الإلكتروني لمزيد من الحماية. أيضًا في نوفمبر 2016، توقف فيسبوك عن جمع بيانات واتساب للإعلان في أوروبا. في وقت لاحق من ذلك الشهر، تم تقديم مكالمات فيديو بين حسابين.
في 24 فبراير 2017 (عيد ميلاد واتساب الثامن)، أطلق واتساب ميزة الحالة الجديدة المشابهة لقصص سناب شات وفيسبوك.
في 18 مايو 2017، أفيد أن المفوضية الأوروبية ستغرم فيسبوك 110 يورو مليون دولار مقابل «تضليلها» أثناء الاستحواذ على واتساب 2014. زعمت اللجنة أنه في عام 2014 عندما استحوذ فيسبوك على تطبيق المراسلة، «زعم خطأً أنه من المستحيل تقنيًا دمج معلومات المستخدم تلقائيًا من فيسبوك وواتساب». ومع ذلك، في صيف عام 2016، بدأت واتساب في مشاركة معلومات المستخدم مع الشركة الأم، مما سمح باستخدام معلومات مثل أرقام الهواتف لإعلانات فيسبوك المستهدفة. اعترف فيسبوك بالانتهاك، لكنه قال إن الأخطاء في ملفات 2014 كانت «غير مقصودة».
في سبتمبر 2017، غادر المؤسس المشارك لـ واتساب بريان أكتون الشركة لبدء مجموعة غير ربحية، الكشف عنها لاحقًا باسم مؤسسة سيجنال التكنولوجية، التي تطور الآن سيجنال منافس واتساب. أعلن واتساب أيضًا عن منصة أعمال قادمة لتمكين الشركات من تقديم خدمة العملاء على نطاق واسع، وأعلنت شركات الطيران مثل الخطوط الجوية الملكية الهولندية وطيران المكسيك عن مشاركتهما في الاختبار. أطلقت شركتا الطيران في السابق خدمات العملاء على منصة فيسبوك ماسنجر.
في يناير 2018، أطلق واتساب تطبيق واتساب بيزنس لاستخدام الشركات الصغيرة.
في أبريل 2018، أعلن المؤسس المشارك والرئيس التنفيذي لـ واتساب جان كوم أنه سيترك الشركة. أعلن فيسبوك لاحقًا أن بديل كوم سيكون كريس دانيلز.
في وقت لاحق من سبتمبر 2018، قدم واتساب ميزات مكالمات الصوت والفيديو الجماعية. في أكتوبر، تمت إضافة خيار «مرر للرد» إلى الإصدار التجريبي من اندرويد، بعد 16 شهرًا من طرحه لنظام آي أو إس.
في 25 أكتوبر 2018، أعلن واتساب عن دعمه للملصقات. ولكن بخلاف الأنظمة الأساسية الأخرى، يتطلب تطبيق واتساب من تطبيقات الجهات الخارجية إضافة ملصقات إلى واتساب.
في 25 نوفمبر 2019، أعلنت واتساب عن استثمار بقيمة 250.000 دولار في النظام البيئي لبدء التشغيل من خلال شراكة مع ستارت أب الهند، حيث ستوفر 500 شركة ناشئة مع أرصدة إعلانية على فيسبوك بقيمة 500 دولار لكل منها.
في ديسمبر 2019، أعلن واتساب أن التحديث الجديد سيغلق على مستخدمي أبل الذين لم يقوموا بالتحديث إلى آي أو إس 9 أو أعلى ومستخدمي سامسونج وهواوي وسوني وجوجل الذين لم يقوموا بالتحديث إلى الإصدار 4.0 بحلول 1 فبراير 2020. ذكرت الشركة أيضًا أن أنظمة تشغيل ويندوز فون لن تكون مدعومة بعد 31 ديسمبر 2019. تم الإعلان عن واتساب ليكون ثالث أكثر تطبيقات الجوال تنزيلًا خلال العقد من 2010 إلى 2019.
في أوائل عام 2020، أطلقت واتساب «الوضع المظلم» لأجهزة آيفون وآندرويد - وهو تصميم جديد يتكون من لوحة أغمق. في شهر مارس، اشتركت واتسآب مع منظمة الصحة العالمية واليونيسف لتوفير خطوط ساخنة للرسائل للأشخاص للحصول على معلومات حول وباء فيروس كورونا. في نفس الشهر، بدأ واتساب في اختبار ميزة لمساعدة المستخدمين في معرفة المزيد من المعلومات والسياق حول المعلومات التي يتلقونها.
في أكتوبر 2020، طرح واتساب ميزة تسمح للمستخدمين بكتم صوت كل من الأفراد والمحادثات الجماعية إلى الأبد. تعرض إعدادات كتم المحادثة الآن خيارات «8 ساعات» و «أسبوع واحد» و «دائمًا». يحل خيار «دائمًا» محل خيار «عام واحد» الذي كان في الأصل جزءًا من الإعدادات. هذه الميزة الجديدة موجودة على كل من أجهزة آي أو إس وأندرويد، وكذلك على الويب واتساب.
في يناير 2021، أعلن واتساب عن سياسة خصوصية جديدة سيُجبر المستخدمون على قبولها بحلول 8 فبراير 2021 أو التوقف عن استخدام التطبيق. ستسمح السياسة الجديدة لـ واتساب بمشاركة البيانات مع الشركة الأم، أما فسيبوك فلا تُطبق السياسة الجديدة في الاتحاد الأوروبي، لأنها تنتهك مبادئ القانون العام لحماية البيانات (GDPR). في مواجهة معارضة بشأن مشاركة بيانات فيسبوك وانعدام الوضوح، أجل واتساب تنفيذ تحديث سياسة الخصوصية المقرر من 8 فبراير 2021 إلى 15 مايو 2021.

### 2019 الدعوى
في مايو 2019، تعرض واتساب لهجوم من قراصنة قاموا بتثبيت برامج تجسس على عدد من الهواتف الذكية للضحايا. قام الاختراق، الذي يُزعم أنه طورته شركة تكنولوجيا المراقبة الإسرائيلية مجموعة إن إس أو، بحقن برامج ضارة على هواتف مستخدمي واتساب عبر خطأ استغلال عن بُعد في وظائف الاتصال الصوتي عبر IP للتطبيق. أشار تقرير وايرد إلى أن الهجوم تمكن من حقن برامج ضارة عبر المكالمات بالهاتف المستهدف، حتى لو لم يرد المستخدم على المكالمة. في 29 أكتوبر، رفعت واتساب دعوى قضائية ضد مجموعة NSO في محكمة سان فرانسيسكو، مدعية أن الهجوم الإلكتروني المزعوم ينتهك قوانين الولايات المتحدة بما في ذلك قانون الاحتيال وإساءة استخدام الكمبيوتر (CFAA). وفقًا لتطبيق واتساب، فإن الاستغلال «استهدف ما لا يقل عن 100 من المدافعين عن حقوق الإنسان والصحفيين وغيرهم من أعضاء المجتمع المدني» من بين 1400 مستخدم في 20 دولة.

## دعم المنصة
بعد أشهر في المرحلة التجريبية، تم إطلاق الإصدار الرسمي الأول من واتساب في نوفمبر 2009، حصريًا في متجر التطبيقات لأجهزة آيفون. في يناير 2010، تمت إضافة دعم هواتف بلاك بيري الذكية؛ وبعد ذلك لنظام التشغيل سيمبيان OS في مايو 2010 ونظام التشغيل اندرويد في أغسطس 2010. في أغسطس 2011، تمت إضافة نسخة تجريبية لنظام التشغيل غير الذكي OS سيريس 40 من نوكيا. بعد شهر، تمت إضافة دعم ويندوز فون، متبوعًا بـ بلاك بيري 10 في مارس 2013. في أبريل 2015، تمت إضافة دعم لنظام التشغيل تايزن OS من سامسونج. كان أقدم جهاز قادر على تشغيل واتساب هو نوكيا N95 المستند إلى سيمبيان والذي تم إصداره في مارس 2007. (اعتبارًا من يونيو 2017، لم يعد واتساب متوافقًا معه.)
في أغسطس 2014، أصدر واتساب تحديث اندرويد، مضيفًا دعمًا لساعات أندرويد وير الذكية.
في 21 كانون الثاني (يناير) 2015، أطلق واتساب ويب واتساب ويب، وهو عميل ويب قائم على المستعرض يمكن استخدامه عن طريق المزامنة مع اتصال جهاز محمول.
في 26 فبراير 2016، أعلن واتساب أنه سيتوقف عن دعم بلاك بيري (بما في ذلك بلاك بيري 10) وسيريس 40 وسيمبيان S60، بالإضافة إلى الإصدارات الأقدم من اندرويد (2.2) وويندوز فون (7.0) وآي أو إس (6)، بنهاية عام 2016. تم تمديد دعم بلاك بيري وسيريس 40 وسيمبيان بعد ذلك حتى 30 يونيو 2017. في يونيو 2017، تم تمديد دعم بلاك بيري وسيريس 40 مرة أخرى حتى نهاية عام 2017، بينما تم إسقاط سيمبيان.
تم إسقاط دعم بلاك بيري والإصدارات الأقدم (الإصدار 8.0) ويندوز فون والإصدارات الأقدم (الإصدار 6) لأجهزة آي أو إس في 1 يناير 2018، ولكن تم تمديده إلى ديسمبر 2018 لجهاز نوكياسيريس 40 في يوليو 2018، أُعلن أن واتساب سيكون متاحًا قريبًا لهواتف Kia أو إس المميزة.
في أكتوبر 2019، أطلق واتساب رسميًا ميزة قفل تطبيق بصمة جديدة لمستخدمي اندرويد.

### واتساب ويب
تم توفير واتساب رسميًا لأجهزة الكمبيوتر الشخصية من خلال عميل ويب، تحت اسم واتساب ويب، في أواخر يناير 2015 من خلال إعلان أصدره كوم على صفحته على فيسبوك: «عميل الويب الخاص بنا هو مجرد امتداد لهاتفك: الويب يعكس المتصفح المحادثات والرسائل من جهازك المحمول - وهذا يعني أن جميع رسائلك لا تزال موجودة على هاتفك». يجب أن يكون هاتف مستخدم واتساب متصلاً بالإنترنت حتى يعمل تطبيق المتصفح. يتم دعم جميع متصفحات سطح المكتب الرئيسية باستثناء إنترنت إكسبلورر. تعتمد واجهة مستخدم واتساب ويب على واجهة اندرويد الافتراضية ويمكن الوصول إليها من خلال web.whatsapp.com. يتم منح الوصول بعد أن يقوم المستخدمون بمسح رمز الاستجابة السريعة الشخصي الخاص بهم من خلال تطبيق واتساب على الهاتف المحمول.
اعتبارًا من 21 يناير 2015، كان إصدار سطح المكتب متاحًا فقط لمستخدمي اندرويد وبلاك بيري وويندوز فون. في وقت لاحق، أضاف أيضًا دعمًا لأنظمة آي أو إس ونوكيا سيريس 40 ونوكيا S60 (سيمبيان).
هناك حلول مماثلة لنظام التشغيل ماك أو إس، مثل برنامج شيت شات مفتوح المصدر.

### مايكروسوفت ويندوز وماك
في 10 مايو 2016، قُدِّمَت خدمة المراسلة لأنظمة تشغيل مايكروسوفت ويندوز وماك أو إس. لا يسمح واتساب حاليًا بإجراء مكالمات صوتية أو مرئية من أنظمة تشغيل سطح المكتب. على غرار تنسيق واتساب ويب، التطبيق، الذي ستتم مزامنته مع الجهاز المحمول للمستخدم، متاح للتنزيل على موقع الويب. يدعم إصدارات نظام التشغيل ويندوز 8 أو إس إكس يوسيميتي والإصدارات الأحدث.

### أبل آيباد
تم تداول قصة في عام 2019 تفيد بأن دعم آيباد قادم.
ومع ذلك، اعتبارًا من ديسمبر 2020، لا يعمل واتساب على أبل آيباد. من صفحة واتساب آي أو إس (تم الوصول إليها في مارس 2020): «واتساب هو تطبيق هاتفي، لذا فإن أجهزة آيبود وآيباد ليست أجهزة مدعومة.»
يظهر لمستخدمي آيباد الذين يبحثون عن واتساب العديد من عملاء الجهات الخارجية. العديد من أفضل النتائج لها أسماء وشعارات تشبه واتساب نفسه، ولا يدرك بعض المستخدمين أنهم يستخدمون عميلًا تابعًا لجهة خارجية. لسوء الحظ، فإن استخدام عملاء الجهات الخارجية يعرض المستخدم لخطر حظر رقم هاتفه بشكل دائم.

## تقني
يستخدم واتساب إصدارًا مخصصًا من بروتوكول المراسلة والتواجد القياسي المفتوح (XMPP). عند التثبيت، يقوم بإنشاء حساب مستخدم باستخدام رقم الهاتف الخاص به كـ اسم مستخدم (Jabber ID:
[phone number]@s.واتساب .net).
يقارن برنامج واتساب تلقائيًا جميع أرقام الهواتف من دفتر عناوين الجهاز بقاعدة البيانات المركزية لمستخدمي واتساب لإضافة جهات اتصال تلقائيًا إلى قائمة جهات اتصال واتساب الخاصة بالمستخدم. في السابق، استخدمت إصدارات اندرويد ونوكيا سيريس 40 نسخة MD5 -hashed ومعكوسة من IMEI للهاتف ككلمة مرور، بينما استخدم إصدار آي أو إس عنوان واي فاي كعنوان التحكم بالنفاذ للوسط للهاتف بدلاً من IMEI. يقوم تحديث 2012 الآن بإنشاء كلمة مرور عشوائية على جانب الخادم.
قد لا تتوافق بعض الأجهزة ذات بطاقة SIM المزدوجة مع واتساب، على الرغم من وجود بعض الحلول لذلك.
في فبراير 2015، قدم واتساب ميزة الاتصال الصوتي؛ ساعد هذا واتساب في جذب شريحة مختلفة تمامًا من المستخدمين. برنامج ترميز صوت واتساب هو Opus، والذي يستخدم تحويل جيب التمام المنفصل المعدل (MDCT) وخوارزميات ضغط الصوت بالتشفير التنبئي الخطي (LPC). يستخدم ال واتساب التأليف في  –  كيلو هرتز معدلات أخذ العينات. في 14 نوفمبر 2016، أضاف واتساب ميزة مكالمات الفيديو للمستخدمين عبر أجهزة اندرويد وآيفون وويندوز فون.
في نوفمبر 2017، أصدر واتساب ميزة جديدة تتيح لمستخدميه حذف الرسائل المرسلة عن طريق الخطأ خلال إطار زمني مدته 7 دقائق.
يتم إرسال رسائل الوسائط المتعددة عن طريق تحميل الصورة أو الصوت أو الفيديو لإرسالها إلى خادم HTTP ثم إرسال رابط إلى المحتوى مع الصورة المصغرة المشفرة Base64 (إن أمكن).
يتبع واتساب آلية «تخزين وإعادة توجيه» لتبادل الرسائل بين مستخدمين. عندما يرسل المستخدم رسالة، فإنه ينتقل أولاً إلى خادم واتساب حيث يتم تخزينها. ثم يطلب الخادم مرارًا وتكرارًا من المتلقي أن يقر باستلام الرسالة. حالما يتم التعرف على الرسالة، يسقط الخادم الرسالة؛ لم يعد متوفرا في قاعدة بيانات الخادم. يحتفظ خادم واتساب بالرسالة لمدة 30 يومًا فقط في قاعدة البيانات الخاصة به عندما لا يتم تسليمها (عندما يكون المستلم غير نشط على واتساب لمدة 30 يومًا).[نشر ذاتي؟] 

### التشفير من طرف إلى طرف
في 18 نوفمبر 2014، أعلنت سيجنال التكنولوجية عن شراكة مع واتساب لتوفير تشفير شامل من خلال دمج بروتوكول التشفير المستخدم في Signal في كل منصة عملاء واتساب. قالت أنظمة الهمس المفتوحة إنها قامت بالفعل بدمج البروتوكول في أحدث عميل واتساب لنظام أندرويد، وأن الدعم للعملاء الآخرين، ورسائل المجموعة / الوسائط، والتحقق من المفاتيح سيأتي بعد فترة وجيزة. أكد واتساب الشراكة للصحفيين، لكن لم يكن هناك إعلان أو توثيق حول ميزة التشفير على الموقع الرسمي، ورُفضت طلبات أخرى للتعليق. في أبريل 2015، استخدمت المجلة الألمانية Heise Security انتحال ARP لتأكيد أن البروتوكول قد تم تطبيقه لرسائل اندرويد إلى Android، وأن رسائل واتساب من أو إلى أجهزة آيفون التي تعمل بنظام آي أو إس لا تزال غير مشفرة من طرف إلى طرف. وأعربوا عن قلقهم من أن مستخدمي واتساب العاديين لا يزالون غير قادرين على التمييز بين الرسائل المشفرة من طرف إلى طرف والرسائل العادية.
في 5 أبريل 2016، أعلن كل من واتساب و أنظمة الهمس المفتوحة أنهما انتهيا من إضافة تشفير من طرف إلى طرف إلى «كل شكل من أشكال الاتصال» على واتساب، وأنه يمكن للمستخدمين الآن التحقق من مفاتيح بعضهم البعض. كما تم منح المستخدمين خيار تمكين آلية الثقة عند أول استخدام حتى يتم إخطارهم إذا تغير مفتاح المراسل. وفقًا للورقة البيضاء التي تم إصدارها مع الإعلان، يتم تشفير رسائل واتساب باستخدام بروتوكول الإشارة. يتم تشفير مكالمات واتساب باستخدام SRTP (بروتوكول النقل الآمن في الوقت الحقيقي)، ويتم «وضع جميع اتصالات الخادم والعميل ضمن قنوات مشفرة منفصلة». مكتبة بروتوكول Signal التي يستخدمها واتساب مفتوحة المصدر ويتم نشرها بموجب ترخيص GPLv3.
وكتب كيد ميتز في Wired قال: «واتساب، أكثر من أي شركة قبله، نقل التشفير للجماهير»

### مدفوعات واتساب
مدفوعات واتساب (التي يتم تسويقها باسم واتساب Pay) هي ميزة تحويل الأموال من نظير إلى نظير والتي لا تتوفر حاليًا إلا في الهند. تلقى واتساب إذنًا من شركة المدفوعات الوطنية الهندية (NPCI) للدخول في شراكة مع عدة بنوك في يوليو 2017 للسماح للمستخدمين بإجراء مدفوعات داخل التطبيق وتحويلات مالية باستخدام واجهة المدفوعات الموحدة (UPI). يتيح UPI عمليات التحويل من حساب إلى حساب من تطبيق جوال دون وجود أي تفاصيل عن بنك المستفيد. في 6 نوفمبر 2020، أعلنت واتساب أنها حصلت على الموافقة على تقديم خدمة الدفع، على الرغم من أنها مقيدة بحد أقصى 20 مليون مستخدم في البداية. تم طرح الخدمة في وقت لاحق.

### عملة معماة واتساب
في 28 فبراير 2019، ذكرت صحيفة نيويورك تايمز أن فيسبوك كان «يأمل في النجاح حيث فشلت Bitcoin» من خلال تطوير عملة مشفرة داخلية سيتم دمجها في واتساب =. يقال إن المشروع يضم أكثر من 50 مهندسًا تحت إشراف رئيس PayPal السابق ديفيد ماركوس. يقال إن «عملة فيسبوك» هذه ستكون عملة مستقرة مرتبطة بقيمة سلة من العملات الأجنبية المختلفة.

### انقر للدردشة
يمكنك بدء محادثة واتساب مباشرة دون وجود رقم الهاتف في دفتر العناوين الخاص بك عن طريق فتح رابط خاص يحتوي على رقم الهاتف.

## الاستقبال والنقد

### الخدع والأخبار الكاذبة

#### جرائم قتل الغوغاء في الهند
في يوليو 2018، شجع واتساب الناس على الإبلاغ عن رسائل احتيالية أو تحريضية بعد أن قتلت عصابات الإعدام خارج نطاق القانون في الهند أشخاصًا أبرياء بسبب رسائل واتساب الخبيثة التي تتهم الضحايا زوراً بنية اختطاف الأطفال.

#### انتخابات 2018 في البرازيل
في تحقيق حول استخدام وسائل التواصل الاجتماعي في السياسة، وجد أن واتساب تعرض لسوء استخدام لنشر أخبار كاذبة في الانتخابات الرئاسية لعام 2018 في البرازيل. علاوة على ذلك، تم الإبلاغ عن 3 دولارات أمريكية مليون تم إنفاقه في مساهمات غير مسجلة غير مسجلة تتعلق بهذه الممارسة.
دعا الباحثون والصحفيون الشركة الأم لـ واتساب، فيسبوك، إلى اتخاذ إجراءات مماثلة لتلك المعتمدة في الهند والحد من انتشار الخدع والأخبار المزيفة.

### الأمن والخصوصية
تم انتقاد واتساب في البداية بسبب افتقاره إلى التشفير، وإرسال المعلومات كنص عادي. تمت إضافة التشفير لأول مرة في مايو 2012. تم تنفيذ التشفير من طرف إلى طرف بالكامل فقط في أبريل 2016 بعد عملية استمرت عامين.
في عام 2016، تم الإشادة على واتساب على نطاق واسع لإضافة التشفير من طرف إلى طرف وحصل على 6 من أصل 7 نقاط على «بطاقة أداء المراسلة الآمنة» لمؤسسة الحدود الإلكترونية. انتقد باحثو الأمن ومؤسسة الحدود الإلكترونية واتسآب لاستخدامه النسخ الاحتياطية التي لا يغطيها التشفير من طرف إلى طرف والسماح لأطراف ثالثة بالوصول إلى الرسائل.
في مايو 2019، تم العثور على ثغرة أمنية في واتساب وتم إصلاحها مما سمح لشخص بعيد بتثبيت برنامج تجسس من خلال إجراء مكالمة لا تحتاج إلى الرد.
في سبتمبر 2019، تم انتقاد تطبيق واتساب لتطبيقه ميزة «الحذف للجميع». يمكن لمستخدمي آي أو إس اختيار حفظ الوسائط في ألبوم الكاميرا تلقائيًا. عندما يقوم المستخدم بحذف الوسائط للجميع، لا يقوم واتساب بحذف الصور المحفوظة في قائمة الكاميرا آي أو إس وبالتالي يتمكن هؤلاء المستخدمون من الاحتفاظ بالصور. أصدر واتساب بيانًا جاء فيه أن «الميزة تعمل بشكل صحيح»، وأن الصور المخزنة في لفة الكاميرا لا يمكن حذفها بسبب طبقات الأمان الخاصة بشركة أبل.
في ديسمبر 2019، أكد واتسآب وجود ثغرة أمنية تسمح للقراصنة باستخدام ملف صورة GIF ضار للوصول إلى بيانات المستلم. عندما يفتح المستلم المعرض داخل واتساب، حتى إذا لم يرسل الصورة الضارة، يتم تشغيل الاختراق ويصبح الجهاز ومحتوياته عرضة للخطر. تم تصحيح الخلل وتم تشجيع المستخدمين على تحديث واتساب.
في نوفمبر 2019، أصدر واتساب ميزة خصوصية جديدة تتيح للمستخدمين تحديد من يضيفهم إلى المجموعة.
في 17 ديسمبر 2019، أصلح واتساب عيبًا أمنيًا سمح للمهاجمين السيبرانيين بتعطيل تطبيق المراسلة بشكل متكرر لجميع أعضاء الدردشة الجماعية، والذي لا يمكن إصلاحه إلا عن طريق فرض الإلغاء الكامل للتطبيق وإعادة تثبيته. تم اكتشاف الخطأ بواسطة تشك بوينت في أغسطس 2019 وتم إبلاغ واتساب . تم إصلاحه في الإصدار 2.19.246 وما بعده.
لأغراض أمنية، منذ 1 فبراير 2020، أصبح واتساب غير متاح على الهواتف الذكية التي تستخدم أنظمة تشغيل قديمة مثل اندرويد 2.3.7 أو أقدم وآيفون آي أو إس 8 أو أقدم والتي لم يعد يتم تحديثها بواسطة موفريها.
في أبريل 2020، حملت مجموعة NSO عملاءها الحكوميين المسؤولية عن مزاعم انتهاكات حقوق الإنسان من قبل واتساب . في كشفها عبر الوثائق التي تلقتها من المحكمة، زعمت المجموعة أن الدعوى القضائية المرفوعة ضد الشركة من قبل واتساب تهدد بانتهاك «مخاوف الأمن القومي والسياسة الخارجية» لعملائها. ومع ذلك، لم تكشف الشركة عن أسماء المستخدمين النهائيين، والتي وفقًا لبحث أجرته شركة سيتزن لاب تشمل المملكة العربية السعودية والبحرين وكازاخستان والمغرب والمكسيك والإمارات العربية المتحدة.
في 16 ديسمبر 2020، تم تضمين ادعاء بأن واتساب منح جوجل إمكانية الوصول إلى الرسائل الخاصة في قضية مكافحة الاحتكار ضد الأخير. نظرًا لأن الشكوى تم تنقيحها بشكل كبير نظرًا لكونها قضية مستمرة، فإنها لا تكشف عما إذا كان هذا يدعي العبث بالتشفير من طرف إلى طرف للتطبيق أو وصول جوجل إلى النسخ الاحتياطية للمستخدم.
في يناير 2021، أعلنت واتساب عن تحديث لسياسة الخصوصية التي تنص على أن واتساب ستشارك بيانات المستخدم مع فيسبوك و «مجموعة شركاتها» اعتبارًا من فبراير 2021. في السابق، كان بإمكان المستخدمين إلغاء الاشتراك في مشاركة البيانات هذه، لكن السياسة الجديدة تزيل هذا الخيار. لا تنطبق سياسة الخصوصية الجديدة داخل الاتحاد الأوروبي، لأنها غير قانونية بموجب القانون العام لحماية البيانات (GDPR). تعرض فيسبوك وواتساب لانتقادات واسعة بسبب هذه الخطوة. تم تأجيل تطبيق سياسة الخصوصية من 8 فبراير إلى 15 مايو 2021.

#### NHS
في عام 2018، تم الإبلاغ عن أن حوالي 500000 من موظفي الخدمة الصحية الوطنية (NHS) استخدموا واتساب وأنظمة المراسلة الفورية الأخرى في العمل وحوالي 29000 قد واجهوا إجراءات تأديبية للقيام بذلك. تم الإبلاغ عن استخدام أعلى من قبل طاقم العمل السريري في الخطوط الأمامية لمواكبة احتياجات الرعاية، على الرغم من أن سياسات ثقة NHS لا تسمح باستخدامها.

#### تعديلات وإصدارات مزيفة
في مارس 2019، أصدر واتساب دليلًا للمستخدمين الذين قاموا بتثبيت إصدارات معدلة غير رسمية من واتساب وحذر من فقدان البيانات في حالة استمرار المستخدمين في استخدام نفس الشيء الذي اعتبرته حظر مثل هؤلاء المستخدمين.

#### مجموعة إن إس أو
في أكتوبر / تشرين الأول 2019، أطلقت واتساب دعوى قضائية غير مسبوقة ضد شركة المراقبة الإسرائيلية مجموعة إن إس أو، متهمةً إياها بالوقوف وراء الهجمات الإلكترونية المتطورة للغاية على أكثر من 100 من نشطاء حقوق الإنسان والصحفيين والمحامين والأكاديميين. كما زعم واتساب أن الشركة انتهكت القانون الأمريكي «بنمط لا لبس فيه من سوء المعاملة». في 16 تموز (يوليو) 2020، حكم قاضٍ فيدرالي أمريكي بإمكانية متابعة قضية واتساب وشركتها الأم فيسبوك ضد مجموعة إن إس أو. نفى القاضي معظم الحجج التي قدمتها مجموعة إن إس أو.

#### جيف بيزوس فون هاك
في يناير 2020، كشف تحليل رقمي للطب الشرعي أن مؤسس شركة أمازون جيف بيزوس تلقى رسالة مشفرة على واتساب من الحساب الرسمي لولي العهد السعودي الأمير محمد بن سلمان. وبحسب ما ورد احتوت الرسالة على ملف ضار، أدى استلامه إلى اختراق هاتف بيزوس. أكد المقرر الخاص للأمم المتحدة ديفيد كاي وأجنيس كالامارد لاحقًا أن هاتف جيف بيزوس قد تم اختراقه عبر تطبيق واتس آب، حيث كان أحد أهداف قائمة استهداف السعوديين لأفراد مقربين من صحفي صحيفة واشنطن بوست جمال خاشقجي.

### الإرهاب
في ديسمبر 2015، أفيد أن تنظيمًا إرهابيًا كان يستخدم واتساب للتخطيط لهجمات نوفمبر 2015 في باريس. وفقًا للإندبندنت، يستخدم داعش أيضًا واتساب للإتجار بالرقيق الجنسي.
في مارس 2017، قال وزير الداخلية البريطاني آمبر رود إن قدرات التشفير لأدوات المراسلة مثل واتساب غير مقبولة، حيث أفادت الأخبار أن خالد مسعود استخدم التطبيق قبل عدة دقائق من تنفيذ هجوم وستمنستر 2017. دعا رود علنًا إلى السماح للشرطة ووكالات الاستخبارات بالوصول إلى واتساب وخدمات الرسائل المشفرة الأخرى لمنع الهجمات الإرهابية في المستقبل.
في أبريل / نيسان 2017، ورد أن منفذ هجوم ستوكهولم بالشاحنة استخدم واتساب لتبادل الرسائل مع أحد مؤيدي داعش قبل الحادث وبعده بوقت قصير. تضمنت الرسائل مناقشة كيفية صنع عبوة ناسفة والاعتراف بالهجوم.
في أبريل 2017، تم استخدام ما يقرب من 300 مجموعة على واتساب تضم حوالي 250 عضوًا لتعبئة البنادق الحجرية في جامو وكشمير لتعطيل عمليات قوات الأمن في مواقع المواجهة. وبحسب الشرطة، تم إغلاق 90٪ من هذه المجموعات بعد استشارة مدراء هذه المجموعات. علاوة على ذلك، بعد تحقيق استمر ستة أشهر تضمن تسلل 79 مجموعة واتساب، ذكرت وكالة التحقيق الوطنية أنه من بين حوالي 6386 عضوًا ومسؤولًا عن هذه المجموعات، كان حوالي 1000 من سكان باكستان ودول الخليج. علاوة على ذلك، لمساعدتهم في إبطال عمليات مكافحة الإرهاب، تم تمويل الملاجئ الحجرية الهندية من خلال تجارة المقايضة من باكستان وغيرها من الوسائل غير المباشرة.

### عمليات الاحتيال والبرامج الضارة
تم التأكيد على أن واتساب يعاني من عمليات الاحتيال التي تدعو المتسللين إلى نشر فيروسات أو برامج ضارة. في مايو 2016، تم الإبلاغ عن خداع بعض مستخدمي واتساب لتنزيل تطبيق تابع لجهة خارجية يسمى واتساب Gold، والذي كان جزءًا من عملية احتيال أصابت هواتف المستخدمين ببرامج ضارة. أصبحت الرسالة التي تعد بالسماح بالوصول إلى محادثات أصدقاء واتساب الخاصة بهم، أو قوائم جهات الاتصال الخاصة بهم، هي الأكثر شعبية ضد أي شخص يستخدم التطبيق في البرازيل. منذ ديسمبر 2016، أكثر من 1.5 مليون شخص نقروا وخسروا أموالهم.
يعتبر تطبيق آخر يسمى GB واتساب ضارًا من قبل شركة الأمن السيبراني سيمانتك لأنه عادةً ما يقوم ببعض العمليات غير المصرح بها على أجهزة المستخدم النهائي.

### الصين
واتساب مملوك لشركة فيسبوك، التي تم حظر خدمة الوسائط الاجتماعية الرئيسية الخاصة بها في الصين منذ عام 2009. في سبتمبر 2017، أبلغ باحثو الأمن صحيفة دا نيويورك تايمز أن خدمة واتساب قد تم حظرها بالكامل في الصين.
وفقًا لـ نيويورك تايمز، تم القبض على سارسينبيك أكارولي، 45 عامًا، وهو طبيب بيطري وتاجر من إيلي، شينجيانغ، في شينجيانغ في 2 نوفمبر 2017. حتى نوفمبر 2019، ما زال محتجزًا في معسكر اعتقال. وفقًا لزوجته غولنور كوسداوليت، تم وضع أكارولي في المخيم بعد أن عثرت الشرطة على تطبيق المراسلة المحظور لتطبيق واتساب على هاتفه الخلوي. سافرت كوسداوليت، وهي مواطنة من كازاخستان المجاورة، إلى شينجيانغ في أربع مناسبات للبحث عن زوجها، لكنها لم تستطع الحصول على مساعدة من الأصدقاء في الحزب الشيوعي الصيني. قالت كوسداوليت عن صديقاتها: «لا أحد يريد المخاطرة بالتسجيل في الكاميرات الأمنية وهو يتحدث معي في حال انتهى بهم المطاف في المعسكرات بأنفسهم».
وفي أبريل 2024 وبأوامر من الحكومة الصينية قامت شركة آبل بإزالة تطبيقي واتساب وثريدز من متجر التطبيقات الخاص بها في الصين، معللة ذلك إلى مخاوف تتعلق بالأمن القومي الصيني.

### إيران
في 9 مايو 2014، أعلنت الحكومة الإيرانية أنها اقترحت منع الوصول إلى خدمة واتساب للمقيمين الإيرانيين. وقال عبد الصمد خرم آبادي، رئيس لجنة جرائم الإنترنت في البلاد، «السبب في ذلك هو افتراض مؤسس فيسبوك مارك زوكربيرج، وهو أمريكي صهيوني، لتطبيق واتس آب». بعد ذلك، أصدر الرئيس الإيراني حسن روحاني أمرًا لوزارة تكنولوجيا المعلومات والاتصالات بوقف تصفية واتساب.

### تركيا
حظرت تركيا مؤقتًا تطبيق واتساب في عام 2016، بعد اغتيال السفير الروسي في تركيا.

### البرازيل
في 1 مارس 2016، تم القبض على دييغو دزودان، نائب رئيس فيسبوك لأمريكا اللاتينية في البرازيل لعدم تعاونه مع تحقيق تم فيه طلب محادثات واتساب. في 2 مارس 2016، فجر اليوم التالي، تم الإفراج عن دزودان لأن محكمة الاستئناف رأت أن الاعتقال كان غير متناسب وغير معقول.
في 2 مايو 2016، أُمر مقدمو خدمات الهاتف المحمول في البرازيل بحظر واتساب لمدة 72 ساعة لإخفاق الخدمة الثاني في التعاون مع أوامر المحكمة الجنائية. مرة أخرى، تم رفع الكتلة بعد الاستئناف، بعد أقل من 24 ساعة.
أصدر البنك المركزي البرازيلي أمرًا إلى فيزا وماستركارد في 23 يونيو 2020 لوقف العمل مع واتساب على نظام الدفع الإلكتروني الجديد. أكد بيان صادر عن البنك أن قرار حظر أحدث عروض الشركة المملوكة لشركة فيسبوك قد تم اتخاذه من أجل «الحفاظ على بيئة تنافسية مناسبة» في مجال المدفوعات عبر الهاتف المحمول ولضمان «عمل نظام دفع قابل للتبادل وسريع وآمن، شفافة ومفتوحة ورخيصة.»

### أوغندا
حظرت حكومة أوغندا واتساب وفيسبوك، إلى جانب منصات التواصل الاجتماعي الأخرى، لفرض ضريبة على استخدام وسائل التواصل الاجتماعي. وسيُفرض على المستخدمين 200 شلن يوميًا للوصول إلى هذه الخدمات وفقًا للقانون الجديد الذي وضعه البرلمان.

### الإمارات العربية المتحدة
حظرت الإمارات العربية المتحدة دردشة الفيديو عبر واتساب وتطبيقات مكالمات VoIP في وقت مبكر من عام 2013 نظرًا لما يتم الإبلاغ عنه غالبًا على أنه محاولة لحماية المصالح التجارية لمزودي الاتصالات المملوكين وطنياً في بلادهم (du واتصالات). تلقى تطبيقهم ToTok الصحافة التي تشير إلى أنه قادر على التجسس على المستخدمين.

## أعمال
في سبتمبر 2017، أكدت شركة واتسآب الشائعات بحيث صرحت بأنهم كانوا يبنون ويختبرون أداتين جديدتين للشركات. وتم إطلاق التطبيقات الجديدة في يناير 2018، حيث مفصولة بقاعدة المستخدم المقصودة:
- تطبيق واتساب بيزنس للشركات الصغيرة.[218]
- حل مؤسسي للشركات الكبرى التي لديها قواعد عملاء عالمية، مثل شركات الطيران وتجار التجزئة والبنوك في التجارة الإلكترونية، والذين سيكونون قادرين على تقديم خدمة العملاء وتجارة المحادثة (التجارة الإلكترونية) عبر دردشة واتساب، باستخدام وكلاء مباشرين أو روبوتات الدردشة. (منذ عام 2015، كانت شركات مثل ميتيوردسك[219] قد قدمت حلولًا غير رسمية للمؤسسات لتلبية أعداد كبيرة من المستخدمين، ولكن تم إغلاق هذه الحلول بواسطة واتساب).

في أكتوبر 2020، أعلن فيسبوك عن تقديم مستويات تسعير للخدمات المقدمة عبر واتساب بيزنس API، والتي يتم تحصيلها على أساس كل رسالة.

## إحصائيات المستخدم
تعامل واتسآب مع عشرة مليارات رسالة يوميًا في أغسطس 2012، زادت من ملياري رسالة في أبريل 2012، ومليار رسالة في أكتوبر السابق. في 13 يونيو 2013، أعلن واتساب أنهم وصلوا إلى سجلهم اليومي الجديد من خلال معالجة 27 مليار رسالة. ووفقًا لصحيفة فاينانشيال تايمز، فإن واتسآب «فعل الرسائل القصيرة على الهواتف المحمولة ما فعلته سكايب للمكالمات الدولية على الخطوط الأرضية».
بحلول 22 أبريل 2014، كان لدى واتساب أكثر من 500 مليون مستخدم نشط شهريًا، 700 مليون صورة و 100 تمت مشاركة مليون مقطع فيديو يوميًا، وكان نظام المراسلة يتعامل مع أكثر من 10 مليار رسالة كل يوم.
في 24 أغسطس 2014، أعلن كوم على حسابه على تويتر أن واتساب لديه أكثر من 600 مليون مستخدم نشط في جميع أنحاء العالم. في تلك المرحلة، كان واتساب يضيف حوالي 25 مليون مستخدم جديد كل شهر، أو 833000 مستخدم نشط يوميًا.
في مايو 2017، تم الإبلاغ عن أن مستخدمي واتساب ينفقون أكثر من 340 مليون دقيقة على مكالمات الفيديو كل يوم على التطبيق. هذا يعادل 646 عامًا تقريبًا من مكالمات الفيديو يوميًا.
بحلول فبراير 2017، كان لدى واتساب أكثر من 1.2 مليار مستخدم على مستوى العالم، يصل إلى 1.5 مليار مستخدم نشط شهريًا بحلول نهاية عام 2017.
في يناير 2020، يسجل واتساب أكثر من 5 مليار عملية تثبيت على متجر جوجل بلاي، مما يجعله ثاني تطبيق غير تابع لـ جوجل يحقق هذا الإنجاز.
اعتبارًا من فبراير 2020، كان لدى واتساب أكثر من 2 مليار مستخدم على مستوى العالم.

### أسواق محددة
الهند هي أكبر سوق لتطبيق واتساب من حيث العدد الإجمالي للمستخدمين. في مايو 2014، تجاوز واتساب 50 مليون مستخدم نشط شهريًا في الهند، والتي تعد أيضًا أكبر دولها من حيث عدد المستخدمين النشطين شهريًا، ثم 70 مليون في أكتوبر 2014، مما يجعل المستخدمين في الهند 10٪ من إجمالي قاعدة مستخدمي واتساب. في فبراير 2017، وصل واتساب إلى 200 مليون مستخدم نشط شهريًا في الهند.
إسرائيل هي واحدة من أقوى أسواق واتساب من حيث الاستخدام في كل مكان. وفقًا لـ Globes، بحلول عام 2013، تم تثبيت التطبيق على 92٪ من جميع الهواتف الذكية، حيث أبلغ 86٪ من المستخدمين عن الاستخدام اليومي. يقال إن العديد من العائلات الإسرائيلية تستخدم ميزة الدردشة الجماعية في واتساب للبقاء على اتصال مع بعضها البعض.

### منافسة
يتنافس واتساب مع عدد من خدمات المراسلة. وهي تشمل خدمات مثل آي مسج (المقدرة 1.3 مليار مستخدم نشط)، وي تشات (1.2 مليار مستخدم نشط)، تيليجرام (500 مليون مستخدم)، فايبر (260 مليون مستخدم نشط)، لاين (217 مليون مستخدم نشط) وسيجنال (أكثر من 20 مليون مستخدم نشط). تم الإبلاغ عن حصول كل من تيليجرام وسيجنال على وجه الخصوص على ارتفاعات في التسجيل أثناء انقطاعات واتساب والخلافات.
استمدت واتساب ابتكاراتها بشكل متزايد من الخدمات المنافسة، مثل إصدار الويب المستوحى من تيليجرام وميزات المجموعات. في عام 2016، تم اتهام واتساب بنسخ ميزات من إصدار لم يتم إصداره بعد ذلك من آي مسج.

## المخاوف والمخاطر الأمنية
أكّد خبراء في أمن المعلومات ومحققون جنائيون في جرائم الكمبيوتر الخطورة التي تحيط بمستخدمي تطبيق المحادثة الشهير «واتساب» بعد أن قامت شركة فيسبوك بالاستحواذ عليه، والتي تتمثل في مسألتين:
1. الأولى متعلقة بسياسة الخصوصية التي ستقوم إدارة الفيس بوك بتعديلها لتوافق سياستها مثلما حصل بعد استحواذها على إنستغرام، إضافة إلى أن المعلومات والبيانات الحالية ستنتقل للفيسبوك، وهي بحسب سياسة الخصوصية الحالية «للواتساب» تجمع أيضا العديد من البيانات الوصفية وبما يعرف بـ ميتاداتا.

1. الثانية متعلقة بتعاون فيسبوك مع الأجهزة الاستخباراتية خاصة وكالة الأمن القومي الأمريكية ومكاتب الاتصالات الحكومية في وكالة الاستخبارات البريطانية مكاتب الاتصالات الحكومية البريطانية والتساهل مع طلبات الحكومات الأخرى مثل قيامه بالبحث في الرسائل الخاصة بالأعضاء ثم تبليغ السلطات عن مخالفاتهم تحت ذريعة استغلال الأطفال وغسيل الأموال وغيرها.

وأضاف الخبراء أن سياسة الخصوصية الحالية الخاصة بتطبيق «واتساب» تنص على أن أي تعديل عليها سيتم حتى دون إبلاغ المستخدمين، وقد أشاروا إلى هذا على أنه يثير قلق العديد من المختصين؛ لما يميزها من قدرتها على التجسس على المعلومات الشخصية بكل سهولة، والغريب في ذلك أيضًا هو قيام المستخدم بذلك بمحض إرادته أو بسبب عادات الجهل التكنولوجية التي اعتاد عليها.
مؤخرًا تم إضافة تشفير E2EE في الإصدارات الحديثة من البرنامج حيث يقوم المستخدم بتبادل الرسائل مع نظيره دون أن يستطيع أحد قراءة الرسائل لكونها مشفرة بما في ذلك مزود خدمة الإنترنت ISP وواتساب أيضاً.

### شروط استخدام التطبيق
وبالرجوع إلى شروط استخدام تطبيق «الواتساب» فإنها تشمل الشروط التالية:
1. عند تثبيت التطبيق يتمكن من تحديد موقع المستخدم الجغرافي، وقد يكون هذا الشرط للبعض عادي، ولكنه في بعض المواقف يصبح خطيراً جداً خاصة عند عدم معرفة الجهة المسؤولة عن تحديد المكان.
2. يصبح للتطبيق القدرة على الدخول إلى رسائل الجوال وأخذ نسخة منها، أصبحت رسائل المستخدم متاحة الآن، يمكن استخدام المعلومات المتضمنة ضد المستخدم.
3. يستطيع التطبيق الدخول إلى جهات الاتصال الخاصة بالمستخدم، والأخطر سجل المكالمات؛ التطبيق الآن يعرف عن المستخدم أكثر مما يعرف عنه الكثيرون.
4. يقوم التطبيق بالدخول إلى ألبوم الصور الخاص بالمستخدم.
5. بمجرد تثبيت هذه التطبيقات فإنها تستطيع استغلال كاميرا الهاتف وكذا الميكروفون.
6. قدرة التطبيق على أخذ معلومات عن الجهاز وعن الشبكة المتصل بها.

### ثغرات
احتمالية وجود ثغرات للتجسس على المستخدم عبر واتساب من خلال تسريب الصور أو مقاطع الفيديو أو المعلومات المتبادلة بين الأطراف.

## استحواذ فيس بوك
أعلن موقع التواصل الاجتماعي فيس بوك في 19 فبراير 2014 عن استحواذه على برنامج «واتساب» في صفقة قدرت بمبلغ 19 مليار دولار أميركي مقسمة بين مبلغ يدفع نقداً وبين أسهم في شركة فيسبوك.

## عدد المستخدمين
- في 22 أبريل 2014، كان لدى واتساب أكثر من 500 مليون مستخدم نشط شهريًا، ويتم تبادل 700 مليون صورة و100 مليون مقطع فيديو يوميًا، وكان نظام المراسلة يتعامل مع أكثر من 10 مليارات رسالة يوميًا.
- في 24 أغسطس 2014، أعلن كوم على حسابه على تويتر أن واتساب كان لديه أكثر من 600 مليون مستخدم نشط في جميع أنحاء العالم. في تلك المرحلة، كان واتساب يضيف حوالي 25 مليون مستخدم جديد كل شهر، أو 833,000 مستخدم نشط في اليوم. مع وجود 65 مليون مستخدم نشط يمثلون 10٪ من إجمالي المستخدمين حول العالم، تمتلك الهند أكبر عدد من المستهلكين.
- أعلن الرئيس التنفيذي للشركة في يناير 2015 عن بلوغ عدد المستخدمين النشطين شهريًا أكثر من 700 مليون مستخدم وذلك بعد 11 شهرًا من استحواذ شركة فيس بوك على واتساب.
- في مايو 2017، أفيد أن مستخدمي واتساب يقضون أكثر من 340 مليون دقيقة في مكالمات الفيديو كل يوم على التطبيق. هذا يعادل ما يقرب من 646 عامًا من مكالمات الفيديو كل يوم.
- اعتبارًا من فبراير 2017، أصبح لدى واتساب أكثر من 1.2 مليار مستخدم على مستوى العالم.

## تطبيقات منافسة
- فايبر
- لاين
- تانجو
- تيليجرام
- بلاك بيري ماسنجر
- إيمو

## الربط مع الحاسوب
أعلنت شركة واتساب يوم الأربعاء 21 يناير 2015 عن إتاحة هذه الميزة التي كان ينتظرها الكثيرون وهي ربط نسخة الهاتف من واتساب مع نسخة الويب، ويتم هذا الأمر من خلال ذهاب المستخدم إلى الموقع التالي web.whatsapp.com من خلال متصفح كروم، وإجراء مسح لرمز الباركود QR Code، وعندها يتم تسجيل الدخول ونقل الرسائل من تطبيق الهاتف إلى تطبيق الويب، وعملية الربط بين النسختين.
في 10 مايو 2016، قُدِّمَت خدمة المراسلة لكل من أنظمة تشغيل مايكروسوفت ويندوز وماك أو إس. لا يسمح تطبيق واتساب حاليًا بالاتصال الصوتي أو المرئي من أنظمة تشغيل سطح المكتب. على غرار تنسيق واتساب على الويب، يتوفر التطبيق، الذي تتم مزامنته مع جهاز جوال المستخدم، للتنزيل على موقع الويب. وهو يدعم إصدارات نظام التشغيل من نظام التشغيل ويندوز 8 وOS X 10.9 والإصدارات الأحدث.

## وصلات خارجية
- الموقع الرسمي
- واتساب على موقع Google Play (الإنجليزية)